# Chappell's
Chappell's, officieel C.E. Chappell & Sons, Inc., was een warenhuisketen uit Syracuse, New York. Het familiebedrijf werd geopend in 1896 en bleef open tot 1994. Op het hoogtepunt had het bedrijf tien winkels in de regio Syracuse, Cortland, Watertown en Massena. De winkelcentra met een Chappell's-winkel waren onder andere: 
- Great Northern Mall (Clay, New York)
- Western Lights Plaza (Valley-gebied van Syracuse, New York)
- Northern Lights (Mattydale, New York)
- Shoppingtown Mall (Dewitt, New York)
- Penn-Can Mall (Cicero, New York)
- Carousel Center (na 2012 bekend als Destiny USA in Syracuse, New York)
- Shop City Plaza (Syracuse, New York)
- Fingerlakes Mall (Auburn, New York)
- Seneca Mall (Liverpool, New York)
- Salmon Run Mall (Watertown, New York)

Er was ook een zelfstandige winkel in het centrum van Syracuse.
In januari 1992 vroeg de onderneming uitstel van betaling aan. Als onderdeel van de daarop volgende reorganisatie werden vier winkels gesloten. Onder druk van schuldeisers verkocht voorzitter Charles A. Chappell Jr., kleinzoon van de oprichter, het bedrijf en de resterende zes winkels in oktober 1994 aan Bon-Ton Stores.